# Patty Wagstaff

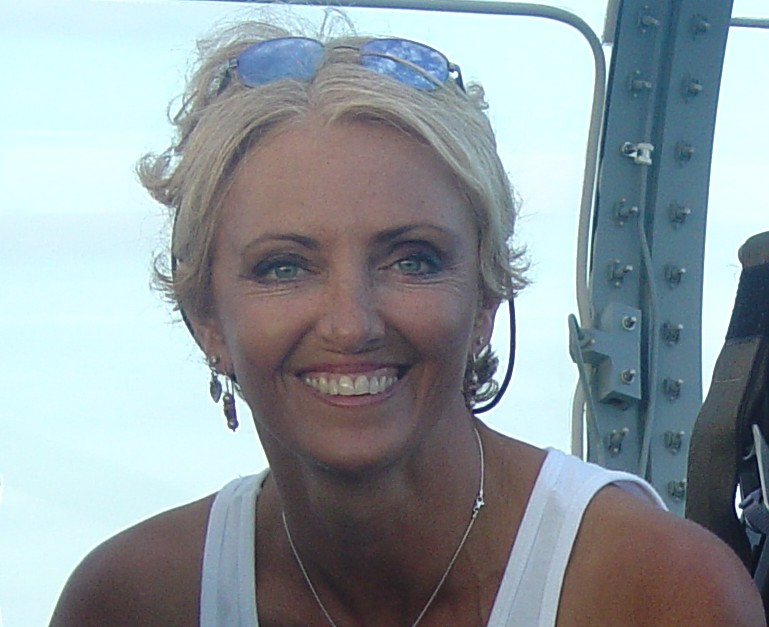
Patty Wagstaff, 2004

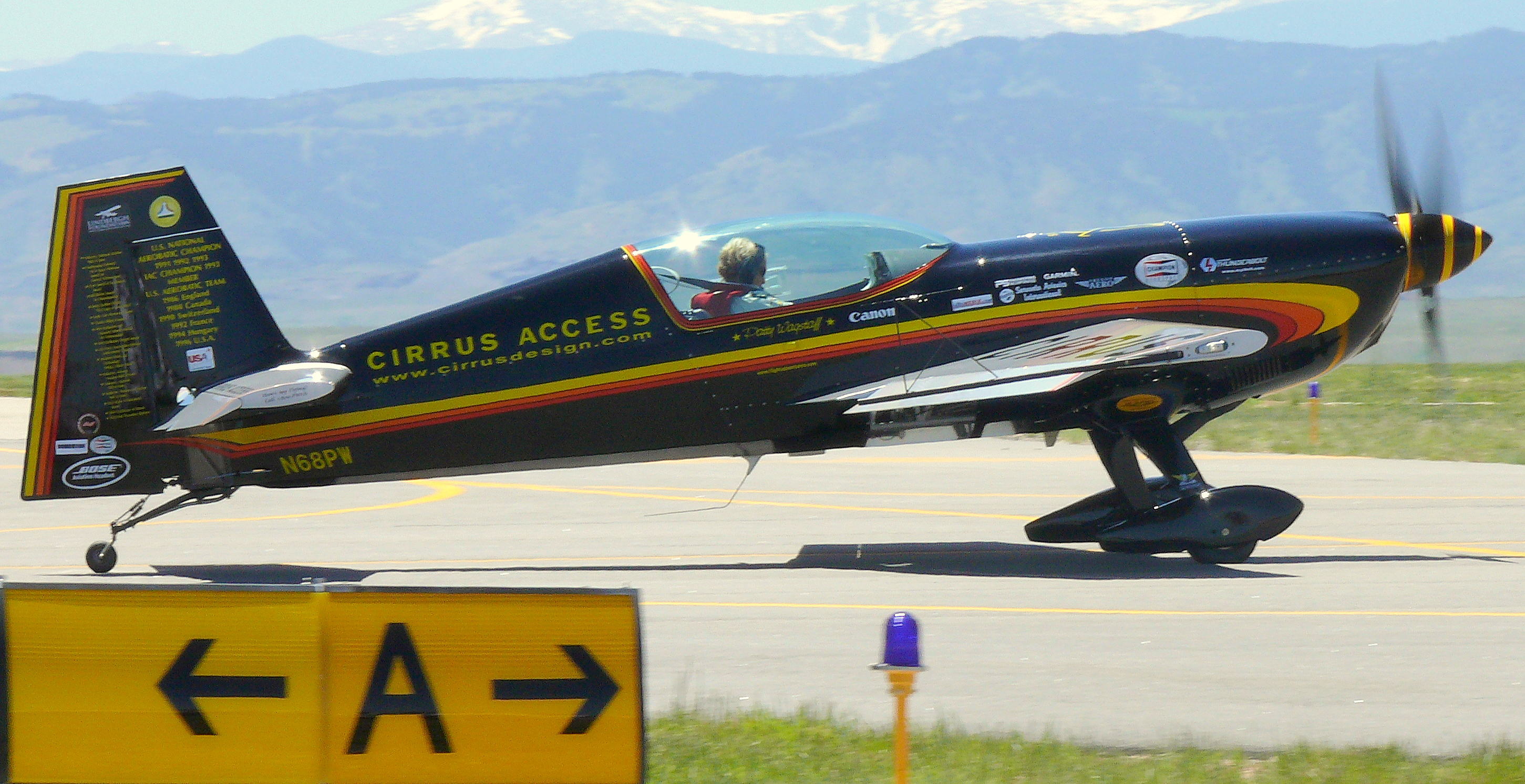
Patty Wagstaff mit der Extra 300 S auf dem Rocky Mountain Metropolitan Airport

Patty Wagstaff (* 11. September 1951 als Patricia Combs in St. Louis, Missouri) ist eine amerikanische Kunstflug-Pilotin.

## Leben
Wagstaffs Vater war Flugkapitän bei der Japan Air Lines. Im Alter von zehn Jahren entdeckte sie die Leidenschaft fürs Fliegen, als sie zusammen mit ihrem Vater in Japan das Steuer einer Douglas DC-6 übernehmen durfte. Sie erlernte das Fliegen im Jahr 1979 auf einer Cessna 185-Floatplane in Alaska. Sie ist Inhaberin mehrerer Fluglizenzklassen für unterschiedliche Luftfahrzeuge einschließlich Hubschrauber und Flug- und Instrumentenflug Instructor. Ihre Schwester ist Berufspilotin und Flugkapitän bei Continental Airlines.
Im Jahr 1985 qualifizierte sie sich für das US Unlimited Aerobatic Team, dem sie bis 1996 angehörte. Sie war die Top-US-Medaillengewinnerin und gewann Gold, Silber und Bronze-Medaillen in internationalen Kunstflugwettbewerben. Im Jahr 1987 erhielt sie den Rolly Cole Memorial Award für ihre Erfolge im Kunstflug-Sport und 1991 war sie die erste Frau, die das US-amerikanische National Aerobatic Championship gewinnen konnte. Von 1988 bis 1994 erhielt sie den Betty Skelton First Lady Preis sechs Mal in Folge und im Jahr 1996 die Charlie Hillard Trophäe.

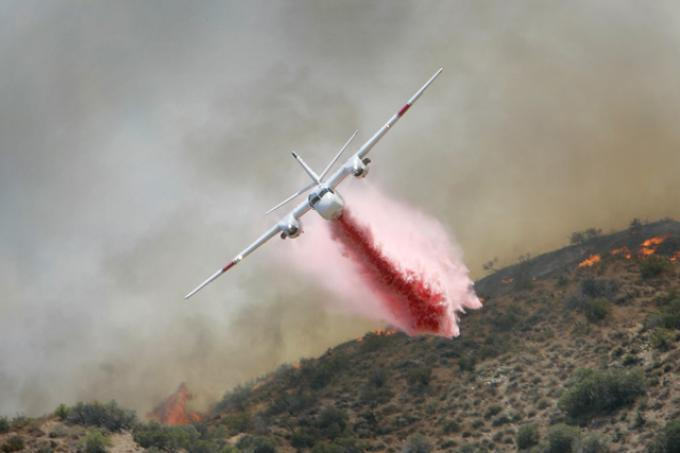
Feuerlöschflugzeug S-2F3AT (2006)

Sie lebt in St. Augustine, Florida und ist auch weiterhin im Bereich der Luftfahrt tätig, wie beispielsweise als Airshow Pilotin, Stuntpilot für Filme, Berater, Fluglehrer und Buchautor. Sie ist emeritierter Vorstand der Smithsonian Institution und Vorsitzende des National Air and Space Museum, ein der Smithsonian Institution angegliedertes Museum. Sie fliegt Airshows in ganz Amerika in einer Vielzahl von Flugzeugen einschließlich der Walter Extra 300S, North American T-6 und P-51 Mustang. Neben Flugshows, hat Wagstaff auch im Jahr 2010 Einsätze mit Löschflugzeugen zur Waldbrandbekämpfung in Kalifornien auf einer OV-10 Bronco und dem Feuerlöschflugzeug Grumman S-2F3AT geflogen. Im Jahr 1997 wurde sie mit dem von der NAA verliehenen Paul Tissandier Diplom ausgezeichnet. Im Jahr 2004 wurde sie in die National Aviation Hall of Fame aufgenommen. 2006 wurde sie mit dem Philip J. Klass Preis für ihr Lebenswerk ausgezeichnet.
Privat besitzt sie unter anderen Maschinen auch eine Beechcraft Baron und eine Beechcraft K35. Die Extra 260, mit der Wagstaff die U.S. National Aerobatic Championship in den Jahren 1991 und 1992 gewann, ist im National Air and Space Museum in Washington, D.C. ausgestellt.

## Auszeichnungen
- 2013, Wings Club, Outstanding Aviator Award
- 2007 Inductee, International Aerospace Hall of Fame
- 2006 Inductee, Air Show Hall of Fame
- 2006 Aviation Week & Space Technology Laureate, Philip J. Klass Award for Lifetime Achievement
- 2005 Recipient, Air Force Association Lifetime Achievement Award
- 2005 Inductee, International Aerobatic Club Hall of Fame
- 2005 Katherine Wright Award
- 2004 Aufnahme in die National Aviation Hall of Fame
- 2002 Katherine and Marjorie Stinson Award
- 1998 Bill Barber Award for Showmanship
- 1997 Recipient, NAA Paul Tissiander Diploma
- 1997 Inductee, Women in Aviation International Hall of Fame
- 1997 Inductee, Arizona Aviation Hall of Fame
- 1996 Recipient, Charlie Hillard Trophy
- 1996 GAN & Flyers Readers Choice Award, Favorite Female Performer
- 1996 Top Scoring US Pilot at World Aerobatic Championships
- 1995 ICAS Sword of Excellence Award
- 1988–1994 Winner Betty Skelton „First Lady of Aerobatics“ Trophy
- 1994 National Air and Space Museum Award for Current Achievement
- 1994 NAA Certificate of Honor
- 1993 International Aerobatic Club Champion
- 1991, 1992, 1993 US National Aerobatic Championships
- 1990, 1992, 1994 Top US Medal Winner, World Aerobatic Championships
- 1991 Voted Western Flyer Reader’s Choice Favorite Airshow Performer
- 1987 Rolly Cole Memorial Award for Contributions to Sport Aerobatics